# Máchovo jezero

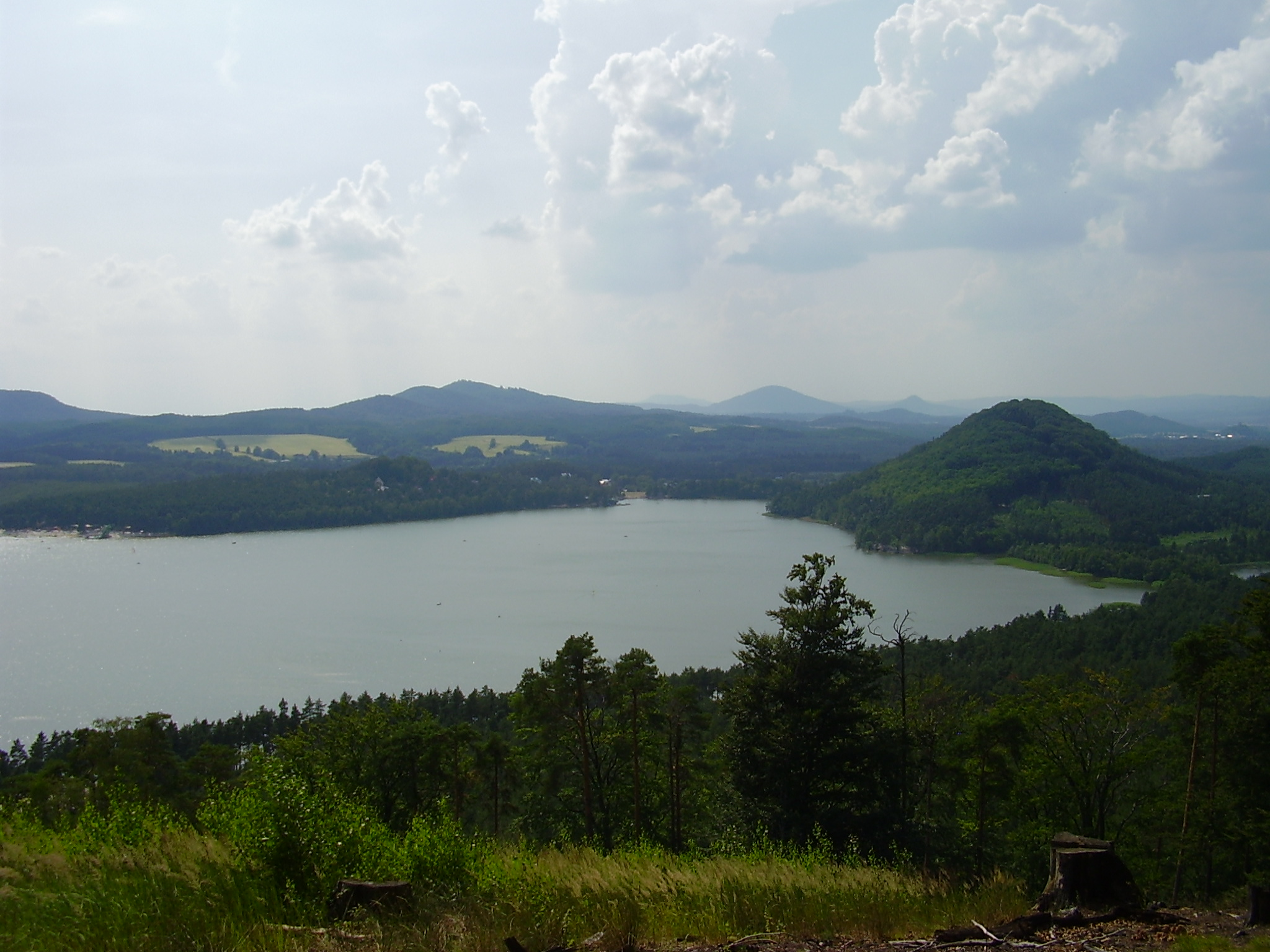
Mácha-See, Blick Richtung Staré Splavy

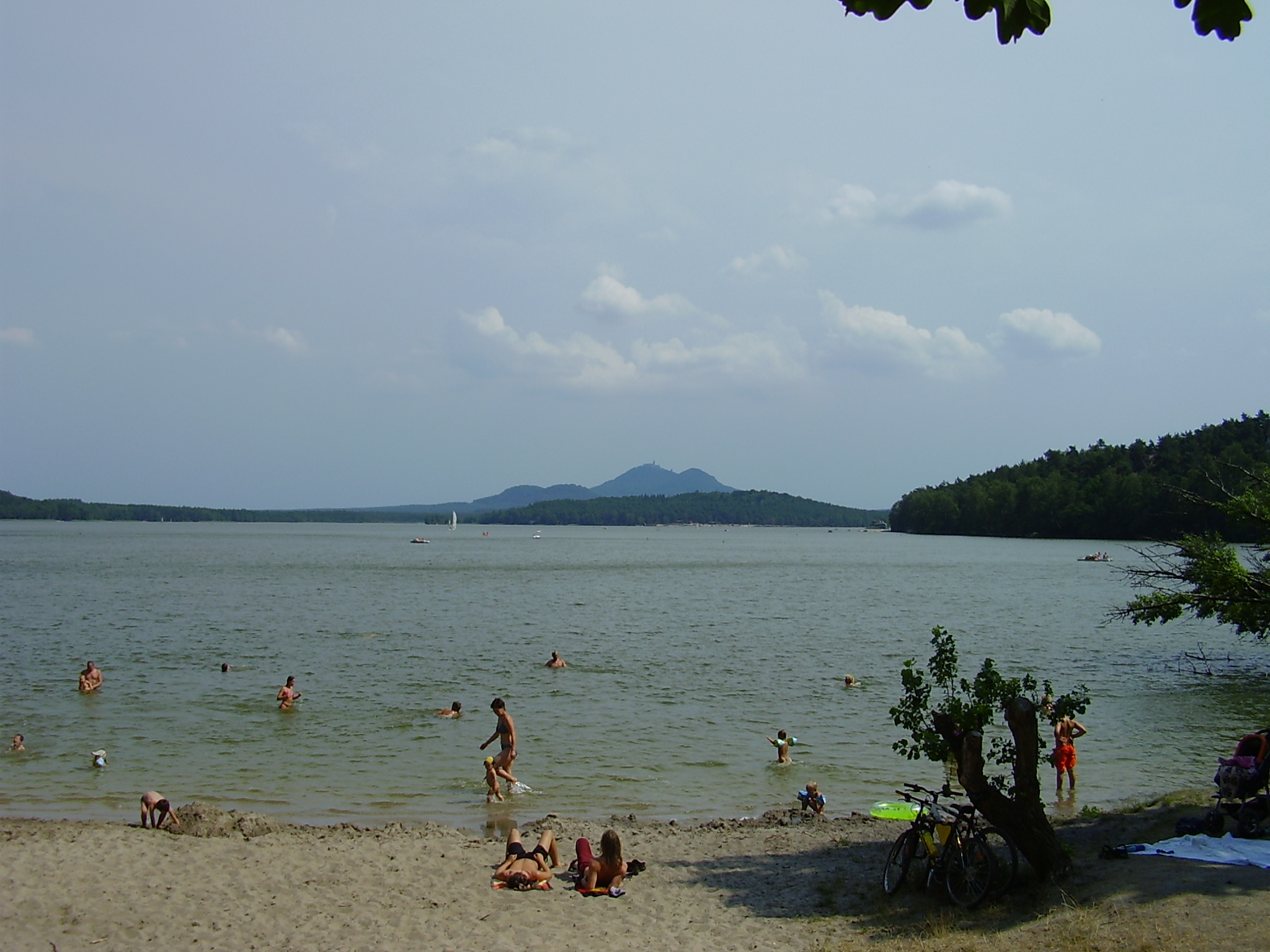
Mácha-See von Staré Splavy gesehen

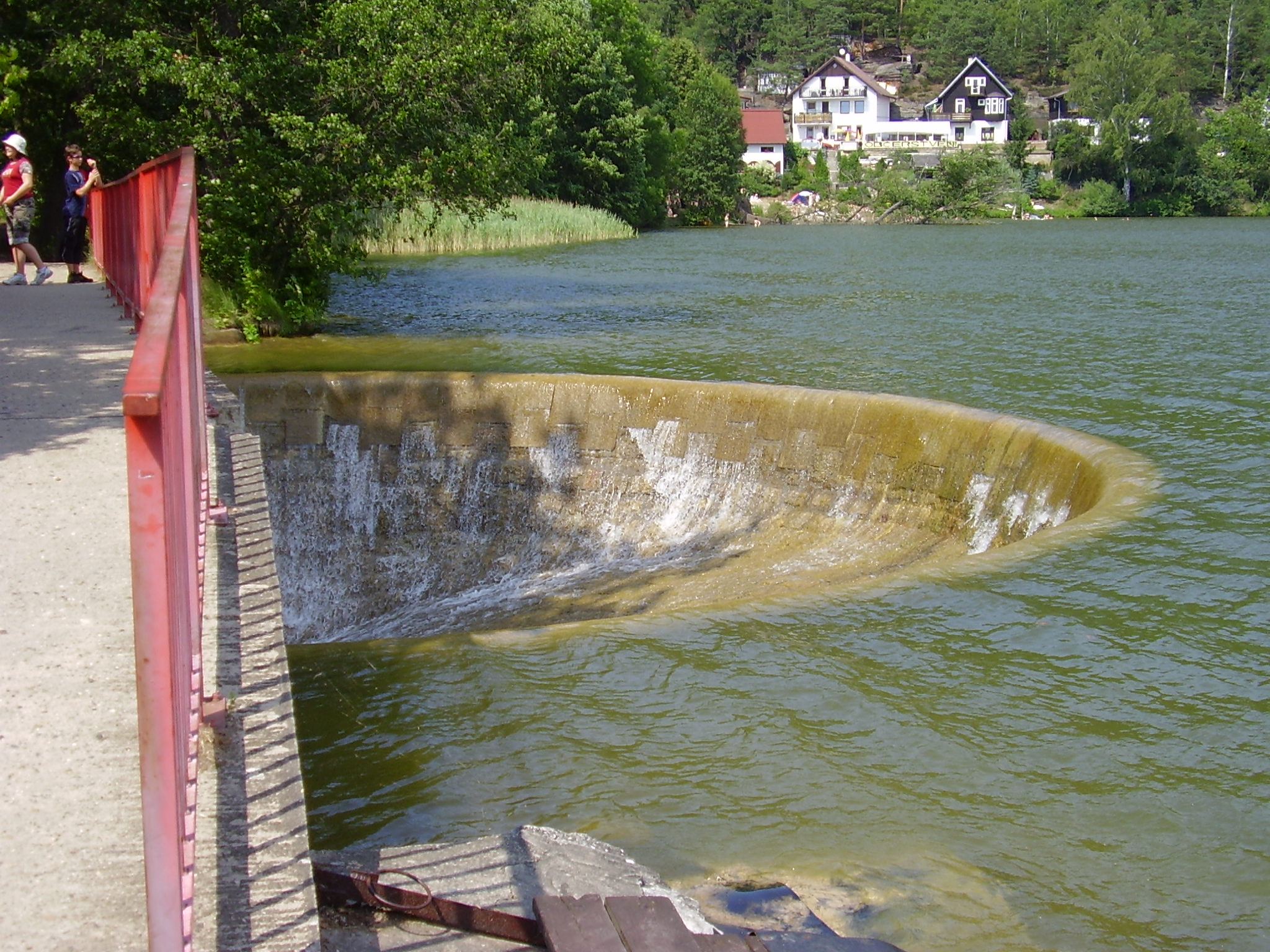
Abfluss des Mácha-Sees

Der Máchovo jezero (früher auch: Velký Dokský rybník, deutsch: Hirschberger Großteich) war mit 350 ha Wasserfläche lange Zeit der größte Teich Nordböhmens. Heutzutage beträgt seine Fläche nur noch 278 ha. Er befindet sich bei der Stadt Doksy (Hirschberg am See) im nordböhmischen Liberecký kraj.
Im deutschen Sprachgebrauch wird für den See häufig auch die übersetzte Bezeichnung Mácha-See verwendet, benannt nach Karel Hynek Mácha. Im Tschechischen wird er umgangssprachlich als Mácháč bezeichnet. Danach ist auch das Festival elektronischer Musik benannt, das seit 1999 am See stattfindet. 

## Geschichte
Angelegt wurde der Teich im Jahre 1366, wobei Kaiser Karl IV. selbst Hand angelegt hat. Er befindet sich in einem Quellgebiet und wird  von zwei Bächen gespeist; dem aus dem Čepelský rybník (Tschöpelteich) zufließenden Okenský potok und dem vom Břehyňský rybník (Heideteich) kommenden Břehyňský potok.  Ein weiterer Ort am Máchovo jezero ist Staré Splavy (Thammühl), seit 1850 zu Doksy gehörig, wo sich der Damm des Teiches befindet. Der Ablauf des Teiches ist der Mlýnský potok (Mühlbach), der in den heute weitgehend versumpften Novozámecký rybník (Hirnser Großteich) fließt.
Zu Ehren des tschechischen Romantikers Karel Hynek Mácha, der die Gegend um den Bezděz (Bösig), die nach ihm auch Máchův Kraj genannt wird, gern besuchte und mehrfach beschrieben hat, erhielt der Teich den Namen Máchovo jezero, zuvor waren die Bezeichnungen Velký rybník (Großteich)  beziehungsweise Hirschberský rybník (Hirschberger See) gebräuchlich. 

## Sage
Im Teich befinden sich 2 Inseln, von denen die Myšlin (Mäuseschloss) genannte, die Reste der Festung „Myßlin“ (Myší hrádek) trägt. Um die Anlage, wie auch die auf dem benachbarten Berg Klůček (Klutschken), rankt sich die Sage über den Raubritter Panzer, den Karl IV. im Mäuseschloss aushungern ließ, weil er so grausam gegen seine Untertanen auftrat. Es heißt, er gab nach einer Dürre den Untertanen aus seinen prall gefüllten Kornspeichern nichts ab. Im Sommer vermehrten sich aber die Mäuse so stark, dass sie den Bauern auch noch das letzte wegfrassen. Die Bauern wurden so zornig und stürmten den Kornspeicher und jagten den Raubritter mitsamt den Mäusen zum See. Dort fand er ein Boot und flüchtete zu seinem Schloss im See. Aber die Mäuse wurden so sehr gejagt von den Bauern, dass sie hinter dem Ritter herschwammen und auf der Insel das Schloss bevölkerten und alles auffraßen, so dass der grausame Ritter selber elendig verhungern musste. Heute ist diese Insel geschützt.

## Máchovo jezero heute

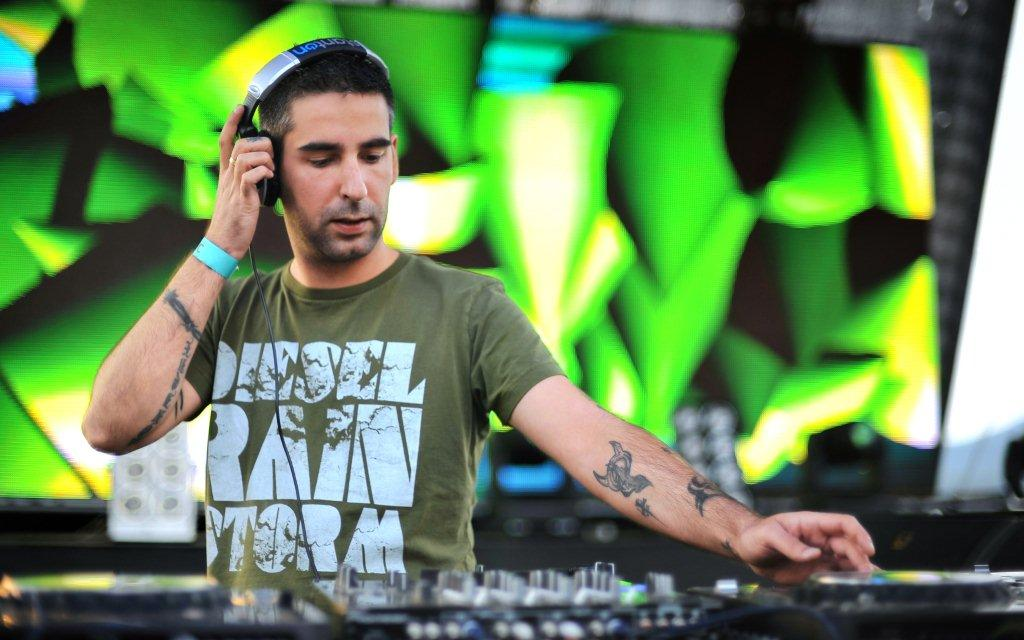
DJ-Set beim Mácháč-Festival (2009)

Der Máchovo jezero hat nicht nur beliebte Campingzentren, an seinen Ufern nisten zahlreiche Wasservögel, und es gibt Schutzgebiete für seltene Pflanzen.
1999 wurde das nach dem See benannte Festival Mácháč für elektronische Tanzmusik zum ersten Mal in Doksy ausgerichtet.